# Dag Arvas

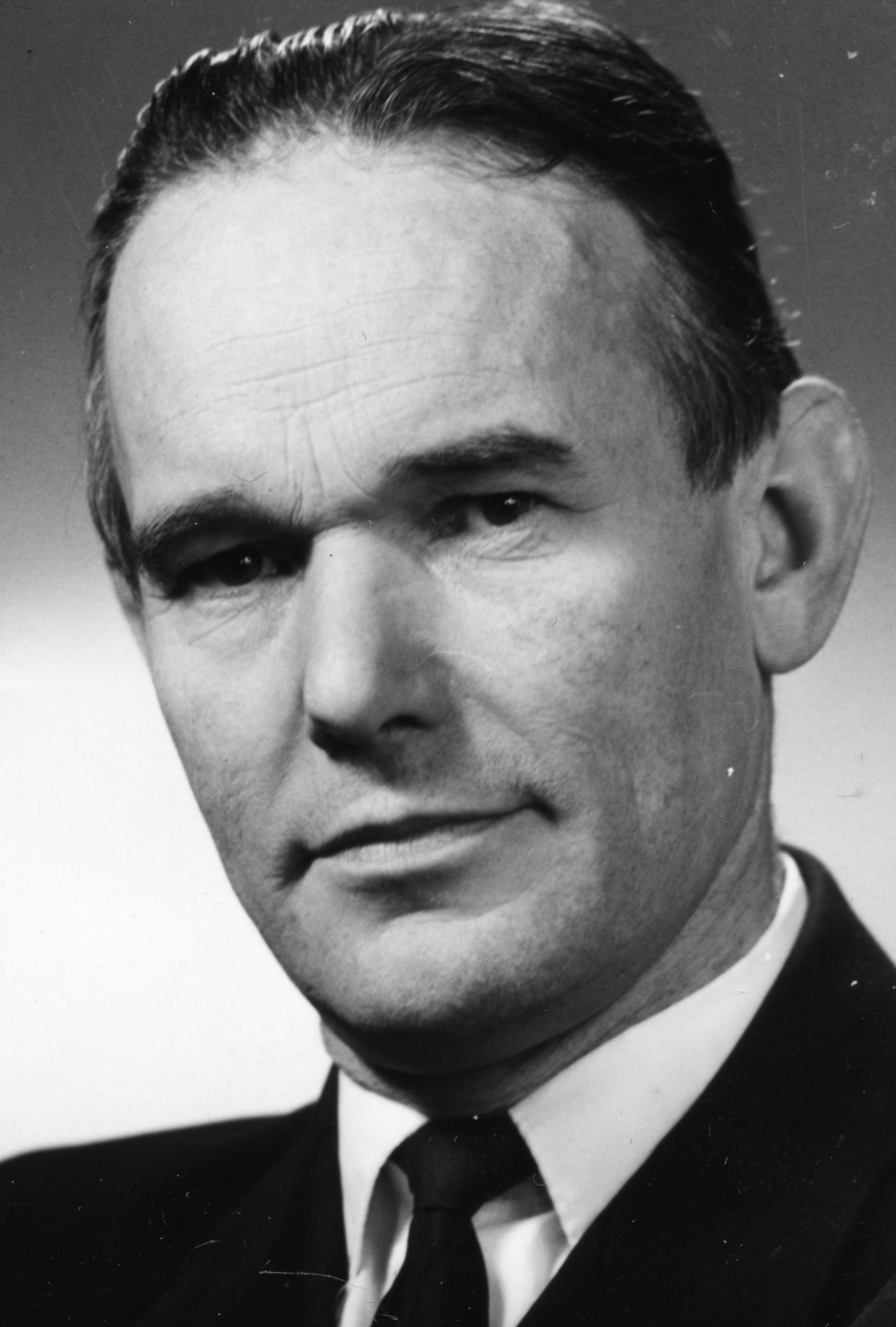
Konteradmiral Dag Arvas

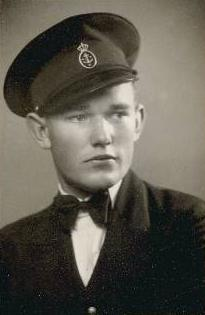
Dag Arvas als Offiziersanwärter

Dag Gustaf Christer Arvas (* 22. September 1913 in Arvidsjaur, Norrbottens län; † 1. Februar 2004 in Stockholm) war ein schwedischer Seeoffizier der Marine, der als Konteradmiral von 1966 bis 1970 Chef der Küstenflotte (Kustflottan) sowie zuletzt zwischen 1970 und 1978 Leiter der Militärischen Kommandoabteilung (Försvarets kommandoexpedition)war.

## Leben
Dag Gustaf Christer Arvas, Sohn des Büroleiters Birger Arvas und dessen Ehefrau Elsa Christerson, begann nach dem Abitur (Studentexamen) eine Ausbildung zum Seeoffizier an der Seekriegsschule KSS (Kungliga Sjökrigsskolan). Er wurde nach deren Abschluss 1935 in die Marine (Marinen) übernommen und fand in den folgenden Jahren Verwendungen an Bord von Torpedobooten sowie Zerstörern. Er war unter anderem zwischen 1940 und 1942 Absolvent der Königlichen Seekriegshochschule (Kungliga Sjökrigshögskolan) und von 1945 bis 1948 Flaggadjutant des Chefs der Küstenflotte, Konteradmiral Erik Samuelson. Er wurde 1953 zum Korvettenkapitän (Kommendörkapten 2:a graden) sowie 1955 zum Fregattenkapitän (Kommendörkapten 1:a graden) befördert und wurde 1954 Mitglied der Königlichen Militärischen Gesellschaft KÖS (Kungliga Örlogsmannasällskapet). Er wurde 1955 als Nachfolger von Fregattenkapitän Åke Lindemalm zuerst bis 1957 Leiter der Operationsabteilung des Marinestabes. Dieser Landdienst zeichnete sich durch seine Beteiligung an den Ermittlungen des Oberbefehlshabers und im Verteidigungsausschuss in den Jahren von 1955 bis 1958 aus, wo der Grundstein für die leichte Flotte und den Marineplan 60 (Marinplan 60) gelegt wurde. Danach löste er 1958 Fregattenkapitän Bengt Lundvall als Chef des Planungsabteilung des Marinestabes ab und bekleidete diese Funktion bis zu seiner Ablösung durch Fregattenkapitän Gunnar Grandin 1960. 1959 wurde er Mitglied der Königlichen Akademie der Militärwissenschaften KKrVA (Kungliga Krigsvetenskapsakademien).
Nach seiner Beförderung zum Kapitän zur See (Kommendör) war Arvas zwischen 1960 und 1961 Chef der 1. Zerstörerflottille (1 Jagarflottiljen) und übernahm daraufhin 1961 von Oberst Åke Mangård den Posten als Vize-Chef des Verteidigungsstabes der Streitkräfte (Försvarsmakten). Diesen Posten bekleidete er bis 1964 und wurde im Anschluss abermals von Kapitän zur See Bengt Lundvall abgelöst. Nachdem er zwischen 1964 und 1966 Sektionschef im Marinestab war, löste er nach seiner Beförderung zum Konteradmiral 1966 Konteradmiral Einar Blidberg als Chef der Küstenflotte (Kustflottan) ab und hatte dieses Kommando bis zu seiner Ablösung durch Konteradmiral Christer Kierkegaard 1970 inne. Am 6. Juni 1966 wurde er Kommandeur Erster Klasse des Schwertordens. Als Nachfolger von Konteradmiral Stig Bergelin wurde er zudem 1966 Vorsitzender der Königlich Schwedischen Gesellschaft für Marinewissenschaften und wurde auch in diesem Amt von Vizeadmiral Åke Lindemalm abgelöst.
Zuletzt übernahm er 1970 von Vizeadmiral Holger Henning den Posten als Leiter der Militärischen Kommandoabteilung FKE (Försvarets kommandoexpedition), ein Büro der Königlichen Kanzlei von 1945 bis 1974 und daraufhin zwischen 1975 und 1979 der Regierung, wo alle sogenannten „militärischen Befehlsangelegenheiten“ bearbeitet wurden und von wo aus die begleitenden Depeschen einschließlich allgemeiner Befehle herausgegeben wurden. Er verblieb in dieser Verwendung bis zu seinem Eintritt in den Ruhestand 1978, woraufhin Konteradmiral Carl-Fredrik Algernon dieses Amt übernahm. Am 6. Juni 1973 wurde er zudem 1968 Kommandeur mit Großkreuz des Schwertordens. Nach seiner Pensionierung war er unter anderem Sonderermittler bei der zivilen militärischen Untersuchung 1978 (1978 års Civilmilitärutredning).
Dag Arvas heiratete 1939 Gunvor Milles, Tochter von Tage Milles und Thora Rutensköld.